# 남양국경선

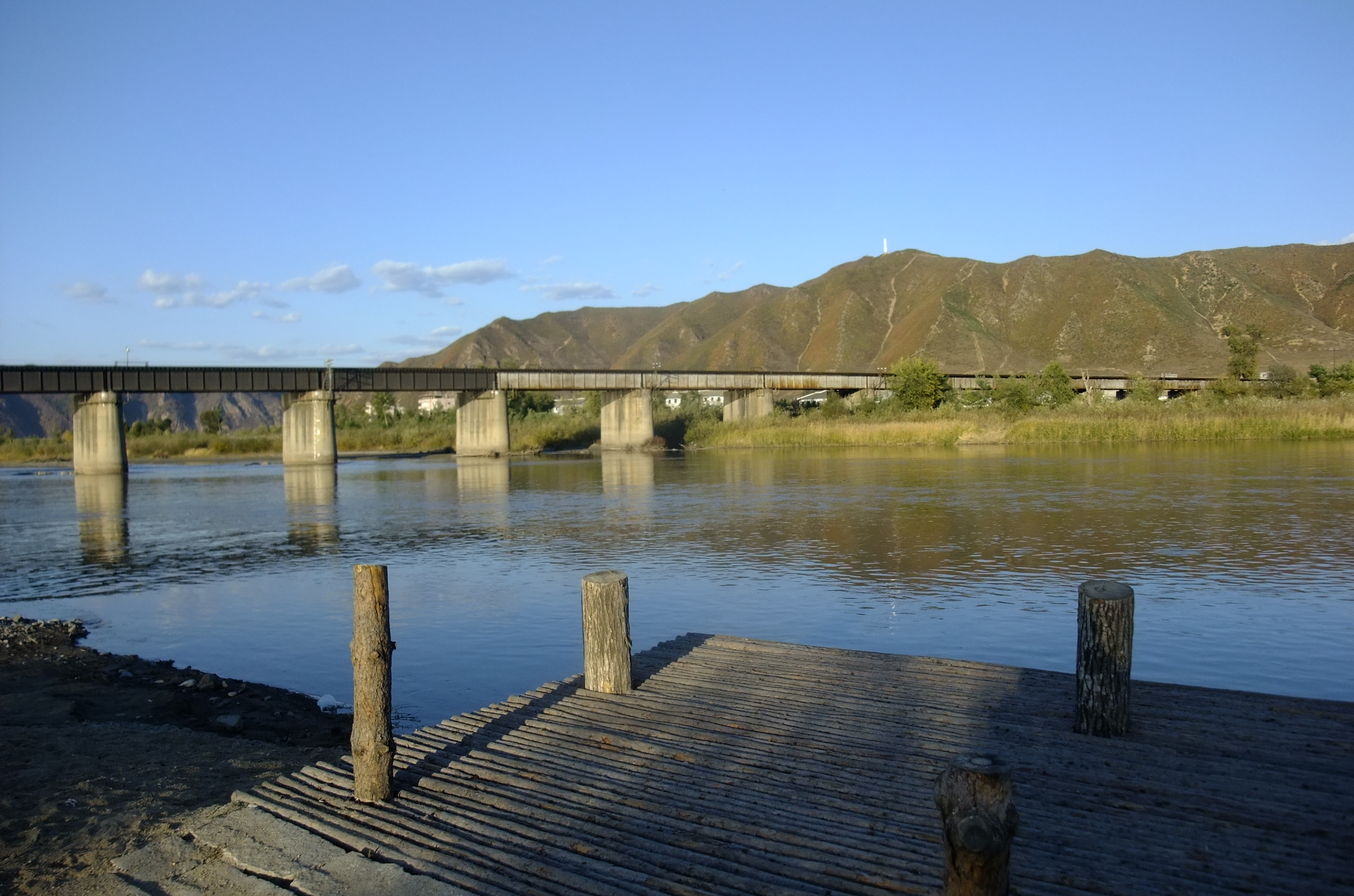

남양국경선(南陽國境線)은 함경북도 온성군 남양역과 국경역을 잇는 0.8km의 노선으로, 중화인민공화국의 창투 철로, 투훈선(圖渾線)과 직결된다. 지선으로 강양역 방향으로 이어지는 삼각선이 있다.

## 연혁
- 1933년 8월 1일: 현재구간은 상삼봉역(삼봉역)~남양역 구간과 함께 조선총독부 철도 소속 '도문선'(圖們線)으로 개통됨.[1]
- 1933년 10월 1일: 도문선의 운영, 유지보수 등의 업무가 남만주철도주식회사에 위탁됨.[2]
- 1934년 11월 1일: 북선동부선의 일부가 됨.[3]
- 1945년 4월 1일: 남만주철도주식회사로 소속이 전환됨.[4]

## 역목록
| 역명               | 로마자 역명 | 한자 역명 | 접속 노선                     |
| ------------------ | ----------- | --------- | ----------------------------- |
| 남양               | Namyang     | 南陽      | 함북선                        |
| 국경               | Kukkyŏng    | 國境      |                               |
| 두만강 (조중 국경) |             |           |                               |
| 투먼               | Túmén       | 圖們      | 창투 철로·투자 철로·투훈 철로 |